# مویح‌الدین خواجه
مویح‌الدین خواجه (انگلیسی: Moihuddin Khawja؛ زادهٔ ۱۵ ژوئیهٔ ۱۹۲۹) تیرانداز اهل پاکستان بود. وی در بازی‌های المپیک تابستانی ۱۹۶۴ شرکت کرده‌است.